# Tacachi (plaats)
Tacachi (Quechua: Takachi) is een plaats in het departement Cochabamba, Bolivia. De plaats is gelegen in de gelijknamige gemeente, in de Punata provincie. Tacachi ligt aan de Ruta 7, die Cochabamba met San Benito verbindt. Over deze weg ligt Cochabamba 58 kilometer ten noordwesten van Tacachi en San Benito 41 kilometer ten zuidoosten van Tacachi.

## Bevolking
| Jaar | Populatie |
| ---- | --------- |
| 1992 | 422       |
| 2001 | 750       |
| 2012 | 1.198     |